# Roberto Sanseverino
Roberto Sanseverino d'Aragona (Reino de Nápoles, 16 de julio de 1418 – Batalla de Calliano, 10 de agosto de 1487) fue un condottiero italiano, conde de Colorno de 1458 a 1477 y conde de Caiazzo desde 1460 hasta su muerte en 1487.

## Biografía
Roberto fue hijo de Leonetto Sanseverino y de Elisa Sforza, ilegítimo por haber nacido antes del matrimonio de sus padres.  La familia paterna pertenecía a una rama menor de los Sanseverino; su abuelo Bertrando había sido conde de Caiazzo y de Felitto, pero había perdido sus feudos a manos del rey Ladislao I; tras la muerte de éste, su padre Leonetto, también ilegítimo, los había recuperado y aumentado gracias a su matrimonio con Elisa Sforza, hija del condotiero Muzio Attendolo Sforza que ejercía como condestable de la reina Giovanna II, y a sus servicios militares contra Braccio da Montone.
Leonetto murió en 1420 en un duelo durante el asedio de Nápoles, y con cerca de dos años de edad Roberto heredó sus feudos de Caiazzo, Corneto, Felitto, S. Pietro al Tanagro, Campora, S. Maria della Taverna, Albanella, Persano, Il Fosso y Calvanelli, a los que se añadieron Serre, Controne y Pitigione, que su madre había aportado en dote al matrimonio.  Quedaron todos bajo la administración de Elisa, que respaldada por su familia tuvo que hacer frente a los intentos de la rama principal de los Sanseverino para apropiárselos.
Roberto comenzó la carrera de las armas militando en las filas de su tío Francesco Sforza, que en la guerra de sucesión de Nápoles tomó partido por René de Anjou contra Alfonso el Magnánimo; la guerra terminó en 1442 con la victoria de este último, y Sanseverino se vio obligado al exilio y despojado de sus feudos en favor de sus parientes napolitanos.
En 1458 comenzó un viaje de peregrinación a Tierra Santa: en compañía de otras diez o doce personas, el 1 de mayo se embarcó en Pavía y bajando el río Tesino y después el Po llegó a Venecia donde asistió a la ceremonia del matrimonio del mar junto con su tío Alessandro Sforza y el dux Pasquale Malipiero.  Embarcado en las galeras de Antonio Loredan tocaron tierra en Ragusa, Durazzo y Rodas y llegaron a Jaffa y Jerusalén, visitando los Santos lugares.  Cruzó el desierto hacia el sur hasta el Monasterio de Santa Catalina del Monte Sinaí
Y llegó a El Cairo, donde por mediacion del embajador de Rodas fue recibido por el sultán de Egipto.  De regreso en Jerusalén, a mediados de octubre embarcó en Acre en una nave de transporte de algodón, en la que tras un penoso vieje de retorno volvió a Venecia en enero de 1459.
A su regreso apoyó al rey de Nápoles Ferrante I contra los barones napolitanos durante la primera congiura dei baroni o "conspiración de los Barones" (1459-1464); por los servicios que prestó al rey fue recompensado con la restitución de los feudos que habían sido de su padre.  
En 1464 intentó poner su condotta al servicio de los reyes de Chipre Ludovico de Saboya y Carlota de Lusignan, que se habían visto desplazados de su reino por Jacobo II de Chipre, ayudado por el sultán de Egipto, pero el acuerdo no llegó a materializarse por la falta de dinero de los chipriotas.  El año siguiente planeó ponerse al servicio de Luis XI de Francia, que enfrentado a la Liga del Bien Público necesitaba de refuerzos militares, pero su condición de barón napolitano motivó que el duque de Milán le denegara el permiso, por hallarse los Anjou (pretendientes al trono de Nápoles) alineados con la Liga.
Ese mismo año acompañó a Federico d'Aragona a Milán para traer a su prima Ippolita Maria Sforza a Nápoles para su matrimonio con el duque de Calabria Alfonso d'Aragona; aprovechando la influencia de Ippolita en la corte, intentó contratar su condotta doblemente con Milán y Nápoles, pero tampoco esta vez tuvo éxito: el duque Francesco Sforza murió en 1466 dejando exhaustas las finanzas milanesas, y el rey Ferrante, escarmentado con la guerra pasada, había reformado su ejército quitando participación a los barones y condotieros independientes en favor de las tropas demaniales.
Acuciado por los problemas financieros que le había dejado la vida en la corte napolitana y la necesidad de afianzar sus estados en el reino, en 1467 se puso al servicio de Florencia; durante esta etapa tuvo que enfrentar el avance de Bartolomeo Colleoni, que respaldado por la República de Venecia avanzaba sobre la Toscana.  El único episodio bélico relevante de esta campaña fue su participación en la batalla de Molinella.
En 1471 luchó nuevamente por Milán, ahora bajo Galeazzo Maria Sforza. Junto con el duque de Saboya participó en las guerras de Borgoña contra Carlos el Temerario en 1476, pero tuvo que regresar a Milán tras el asesinato de Galeazzo Maria Sforza. Se enemistó con Cicco Simonetta, consejero de Bona de Saboya, y partió al exilio junto con Ludovico Sforza. Fue condenado a muerte por decapitación in absentia y sus bienes fueron confiscados y entregados a Hércules I d'Este.
Sanseverino se convertiría después en capitán general de la República de Génova, luchando contra Milán en 1478, pero en 1479 se le permitió regresar a la ciudad tras la reconciliación de Ludovico con Bona. Su patrimonio le fue restituido junto con sus feudos en Lugano, Balerna y Mendrisio.

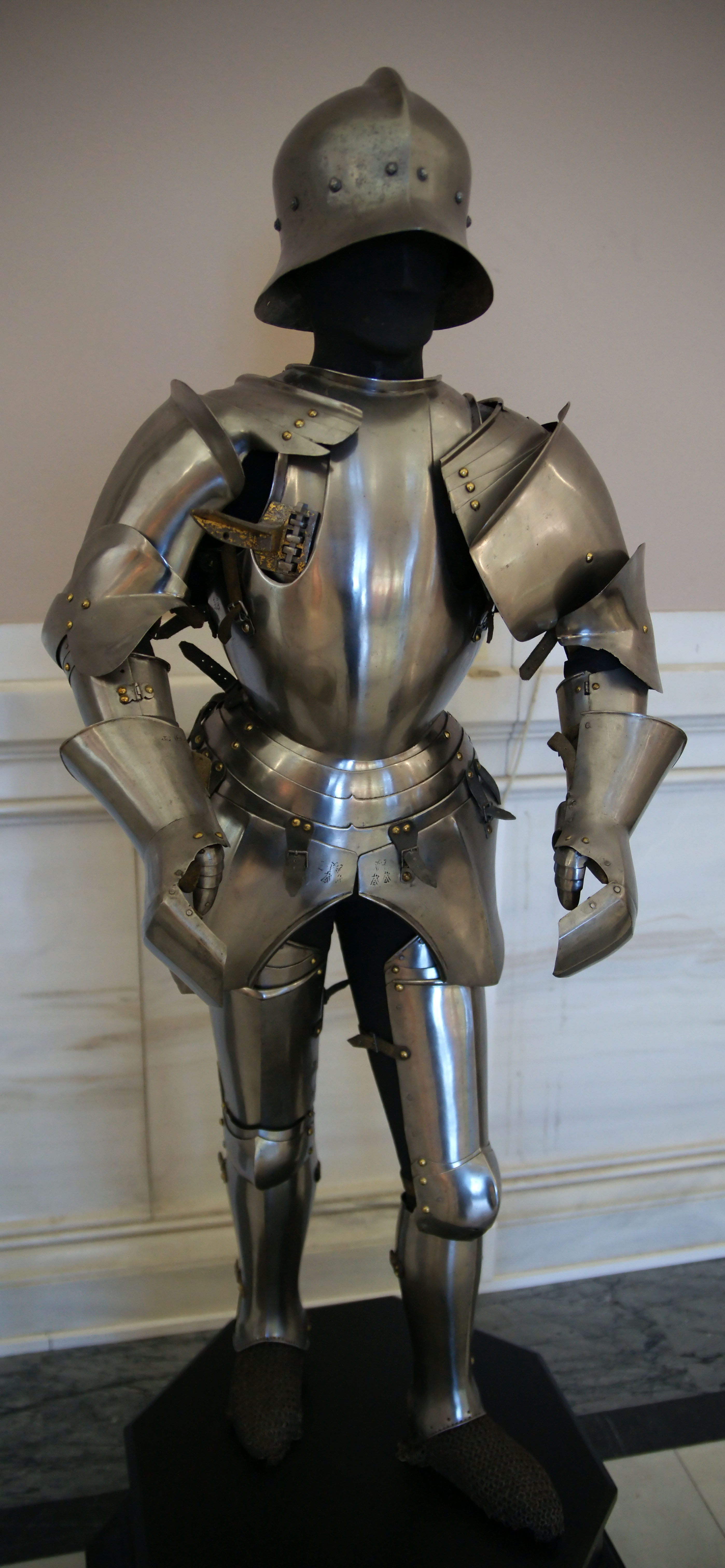
Armadura de Roberto da Sanseverino en el Museo de Historia del Arte de Viena.

En 1482, fue contratado por Venecia para combatir en Ferrara. Con la paz de Bagnolo el 7 de agosto de 1484, Sanseverino fue elegido capitán general de la Liga Italiana durante nueve años, con un salario anual de 120.000 ducados. En octubre de 1485, los venecianos le dieron permiso para luchar contra la Casa de Aragón y sus aliados al servicio de la Santa Sede. Su fracaso en la misión motivó su despido por el papa, tras lo que Roberto se dirigió de nuevo a Venecia, donde se puso al frente de las tropas venecianas ante Segismundo de Habsburgo. En la batalla de Calliano el 10 de agosto de 1487, Roberto Sanseverino fue herido, cayó al río y se ahogó.
Sus enemigos en la batalla recuperaron su cuerpo pocos días después y lo enterraron con honores en la catedral de Trento, donde todavía puede verse su lápida sepulcral.  Once años después sus hijos lo trasladaron a la iglesia de San Francesco Grande de Milán, pero su sepultura desapareció cuando en 1806, ya en tiempos de Napoleón Bonaparte, la iglesia fue demolida para construir el cuartel de la Guardia Real italiana.

## Descendencia
Por su primera esposa, Giovanna da Correggio (m. 1467):
- Gianfrancesco (circa 1450-1501), condottiero al servicio del ducado de Milán y del rey de Francia; casado con Diana Della Ratta (?-1502) de Caserta
- Gaspare (1455-1519), condottiero, llamado Fracasso por su naturaleza impetuosa,[b] señor de Piadena, Calvatone y Spineda
- Galeazzo (1458-1525), condottiero
- Antonio María (circa 1460-1509), condottiero
- Ginevra, casada con Lucio Malvezzi

Con su segunda esposa, Elisabetta da Montefeltro, hija de Federico da Montefeltro duque de Urbino:
- Giulio (c. 1475-1555)
- Federico (c. 1476-1516), cardenal
- Eleonora
- Ugo
- Giulia
- Ippolita
- Ludovica
- Giorgio